# Oststraße 25 und Bruckmannstraße 22 (Heilbronn)

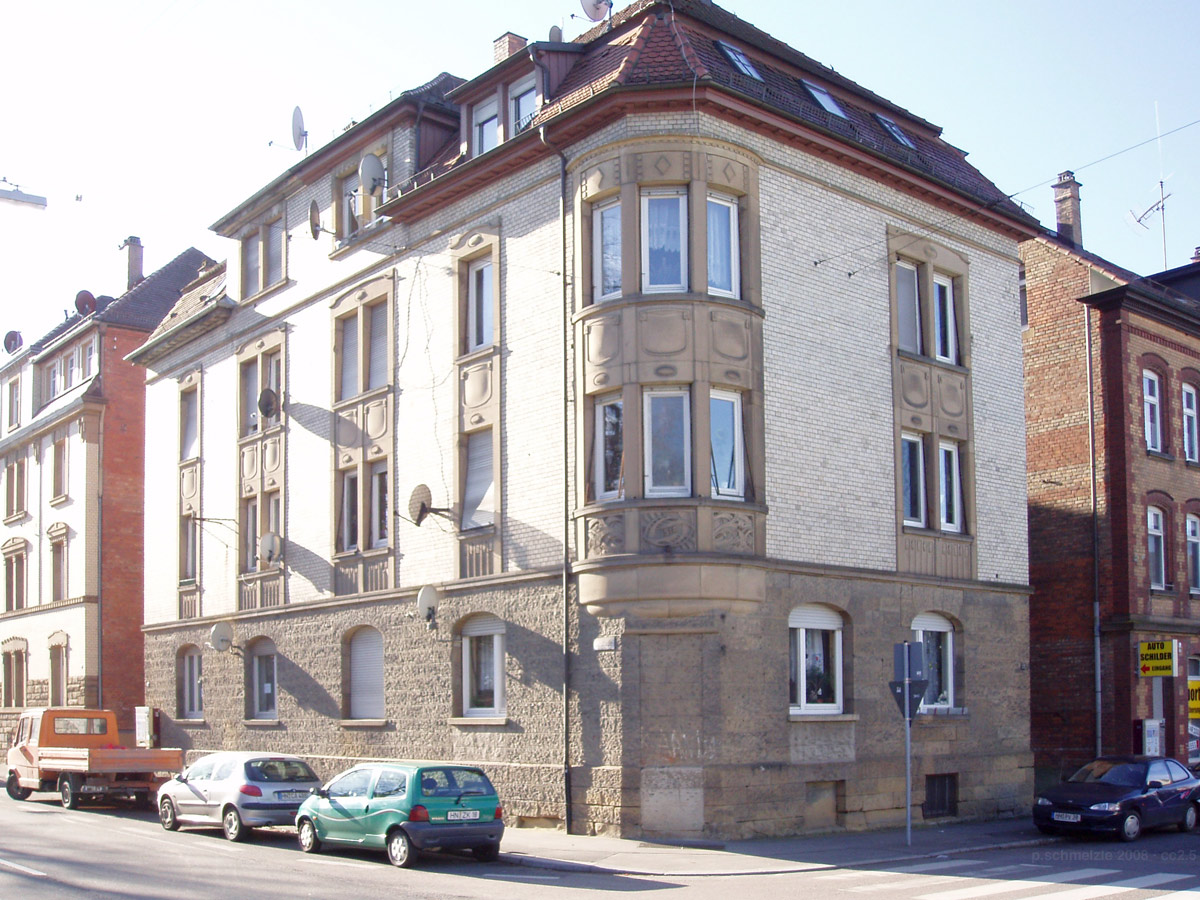
Haus Oststraße 25 in Heilbronn

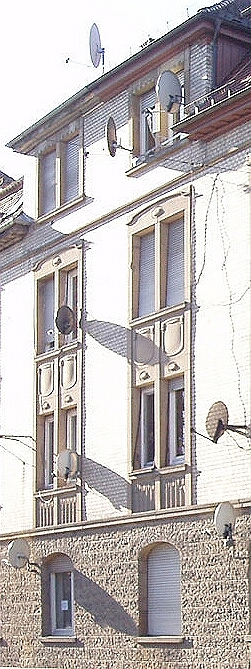
Detail der Fassade zur Oststraße

Das Haus Oststraße 25 und Bruckmannstraße 22 ist ein denkmalgeschütztes Gebäude in Heilbronn.

## Beschreibung
Es wurde für den Zimmermeister Karl Klenk als ein Mehrfamilienhaus für Arbeiterhaushalte gemäß den Plänen des Architekten Hubmann aus Heilbronn in den Jahren 1913 bis 1914 errichtet. Die Fensterachsen  aus dem ersten und zweiten Obergeschoss des dreistöckigen Werksteinbaus werden durch eine geometrische, reliefhafte, vorgeblendete Fassadendekoration in Sandstein zusammengefasst.

## Geschichte
1950 gehörte die Haushälfte Oststraße 25 dem Sozialrentner Heinrich Metzger. Außer ihm werden noch fünf Mietparteien genannt. In der Haushälfte Bruckmannstraße 22 betrieb die Besitzerin Rosa Pfaff eine Lebensmittelhandlung; außerdem gab es dort noch vier Mietwohnungen. 1961 war Haushälfte Nr. 25 im Besitz der Witwe Sofie Metzger. Außer ihr werden weiterhin fünf Mietparteien genannt. Die Besitzerin der Nr. 22, Rosa Pfaff, war inzwischen im Diakonissenhaus in Schwäbisch Hall, ihr Lebensmittelgeschäft hatte Walter Lindner übernommen. Außerdem werden noch zwei Mietparteien genannt.